# إغراق المدمرة إيلات
عملية المدمره إيلات هي عملية إغراق المدمرة البحرية الإسرائيلية «إيلات» من طراز HMS Zealous\ R39 بعد قيام القوات البحرية المصرية بإغراقها في البحر الأبيض المتوسط أمام مدينة بورسعيد في 21 أكتوبر 1967 بعد أربع أشهر من نكسة 67، وهي عملية مختلفة تماماً عن عمليات الهجوم الثلاث على ميناء إيلات الإسرائيلي والتي أُغرقت خلالها 4 سفن نواقل وجرى تفجير الرصيف الحربي للميناء.

## ما قبل العملية
قامت إسرائيل بشراء المدمرة من إنجلترا واسمها Zealous في يونيو عام 1956 مع مدمرة أخرى تُسمى «يافو»، اشتركت المدمرة إيلات في العدوان الثلاثي 1956.
شهدت الفترة التي تلت حرب يونيو 1967 وحتى أوائل أغسطس 1970، أنشطة قتالية بحرية بين الجانبين وكان كلاهما يهدف إلى إحداث أكبر خسائر في القوات البحرية للطرف الآخر بغرض إحراز التفوق وتحقيق السيطرة البحرية ويعرف هذا النوع من القتال البحري في فنون الحرب البحرية بالأنشطة القتالية الروتينية للقوات البحرية.
بعد انتصار إسرائيل في حرب 1967 أمرت قيادة الجيش الإسرائيلي بأن تخترق المدمرة إيلات المياه الإقليمية المصرية وتدخل المنطقة البحرية لبورسعيد، مستغلة قوة الردع المتمثلة لديها في تفوقها الجوي ومدفعيتها الرابضة على الضفة الشرقية للقناة، مهددة مدنها في انتهاك المياة الإقليمية المصرية في البحرين المتوسط والأحمر، وقد تصورت القيادة الإسرائيلية عدم قدرة القوات المصرية على منعها من ذلك. وفي 11 يونيو 1967م ضربت المدمرة «السرب المصري» الذي كان يمر بجانب المدمرة فاشتبك معها وأغرقته المدمرة. السرب المصري كان يقوده الضباط عاوني عازر وممدوح شمس، استمرت المدمرة بقيادة «إسحاق شوشان» في اختراق المياه المصرية إلى يوم 18 أكتوبر 1967م فقررت القيادة السياسية المصرية إعطاء الأوامر للقوات البحرية بضرب المدمرة وإغراقها، وفي يوم 21 أكتوبر 1967م صدر أمر بالاشتباك مع المدمرة وتشكّلت فرقتين للقيام بالمهمة، الفرقة الأولى كانت بقيادة النقيب أحمد شاكر ومساعده الملازم أول حسن حسني وكانا على اللنش 504، أما اللنش الثاني 501 كان يقوده النقيب لطفي جاب الله بمساعدة الملازم أول ممدوح منيع.

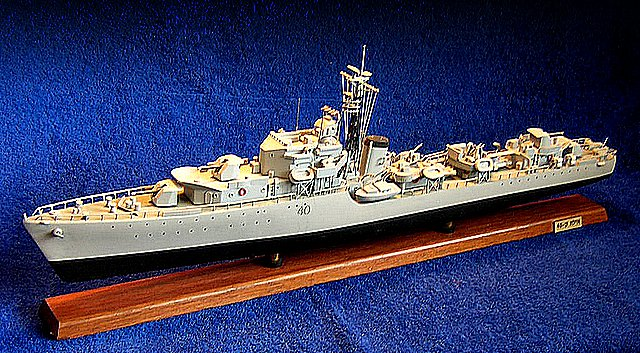
صورة ماكيت للمدمرة إيلات

كانت المعلومات تصل لهم أولاً بأول من قيادة بورسعيد البحرية التي كانت تتابع تحركات المدمرة، وقد استعدّت قوات القاعدة لمهاجمة المدمرة عندما تصدر الأوامر من قيادة القوات البحرية بالتنفيذ. ومن هذه الأعمال الاستفزازية دخول المدمرة إيلات ومعها زوارق الطوربيد من نوع جولدن، ليلة 11/12 يوليه 1967 داخل مدى المدفعية الساحلية في بورسعيد، وعندما تصدت لها زوارق الطوربيد المصرية فتحت إيلات على الزوارق وابلاً من النيران

### تفاصيل المعركة
في الساعة 9:30 مساء 11 يوليو 1967 رصد رادار (قاعدة بورسعيد البحرية) هدف متحرك على بعد 18 ميل بحري من (نجمة بورسعيد)، فأصدر (قائد القاعدة) العقيد أركان حرب/ سميح إبراهيم، أمر برفع درجة استعداد سرب لنشات الطوربيد بقيادة النقيب/ عوني عازر، وفي الساعة 10:30 مساء اجتمع قائد القاعدة مع النقيب عوني عازر بحضور (قائد مجموعة لنشات الطوربيد) في (مركز عمليات قاعدة بورسعيد)، وأثناء الاجتماع أوضح قائد القاعدة للنقيب/ عوني تفاصيل المهمة الروتينية المكلف بها وهي الانطلاق بسربه واستطلاع الهدف المشتبه به وفي حالة تأكده من اختراق الهدف للمياة الإقليمية المصرية يقوم باستدراجه إلى داخل مدى مدفعية (المدمرة السويس) الراسية في ميناء بورسعيد، مع العمل على تفادي الاشتباك مع الهدف المُعادي «لاحتمال وجود الهدف خارج حدود المياة الإقليمية» إلا في حالة تعرض سربه للاعتداء المباشر.
وفي الساعة 10:45 مساءاً انطلق السرب المكوّن من لنشين طوربيد الأول بقيادة النقيب/ عوني عازر ومساعده ملازم / رجائي حتاتة "، والثاني بقيادة النقيب/ ممدرح شمس ومساعده ملازم أول / صلاح غيث، وفي مسار الانطلاق حدث خلل في جهازي الرادار للنشين مما أدّى إلى عدم تمكن سرب اللنشات من رصد الهدف.
وفي الساعة 12:15 صباحاً رأى قائد السرب (النقيب/عوني عازر) أن الهدف المعادي يقترب منه بسرعة " تبين بعد ذلك أنها المدمرة الإسرائيلية إيلات"، وفي الساعة 12:20 ظهرت أهداف معادية " تبين بعد ذلك أنهما لنشي طوربيد إسرائيلية طراز (ملان)

"، وقامت بضرب السرب المصري في تحدي سافر للقوانين الدولية، فأبلغ قائد السرب قيادة القاعدة أنه قرّر الاشتباك مع الأهداف المُعادية لحقه في الدفاع عن النفس، وفي الساعة 12:46 أبلغ قيادة القاعدة باشتعال الحريق في اللنش رقم 2، وبذلك تم تحييده لعدم قدرته على مشاركة لنش القيادة في المعركة،
وفي الساعة 12:50 أبلغ لنش القيادة القاعدة بأنه أُصيب إصابة بالغة تمنعه من الاشتباك، قامت المدمرة الإسرائيلية بإطلاق طلقات إضاءة لمنع لنش النقيب عوني من الخروج من دائرة الاشتباك، في هذه الأثناء قرر النقيب عوني المناورة بالدخول بِلنش القيادة وسط تشكيل القطع البحرية المًُعادية حتى يتجنب الإصابة، إلا أن قائد المدمرة الإسرائيلية أدرك خطّته وقام بمناورة مضادة وهي الابتعاد عن لنش القيادة.
كانت مدفعية المدمرة إيلات عيار 40 ملم أكثر تأثيراً من مدفعية اللنشات المصرية عيار 25 ملم، وانهالت طلقات المدافع على لنش القيادة وقتل 5 من طاقم اللنش، فأمر النقيب عوني مساعده الملازم أول/ رجائي حتاته بإخلاء اللنش من الأفراد الذين ما زالوا على قيد الحياة، وقرر القيام بعملية انتحارية وهي التحرك بأقصى سرعة صوب المدمرة الإسرائيلية للاصطدام بها في المنتصف، أدرك قائد المدمرة خطة النقيب/عوني وأمر بتركيز طلقات مدافع المدمرة نحو لنش القيادة وبالفعل تم تفجير اللنش على مسافة 30 مترًا من المدمرة وأستشهد النقيب / عوني عازر ومساعده ملازم / رجائي حتاته، كما استشهد طاقم اللنش بالكامل، بينما أصيب ثمانية من طاقم المدمرة «إيلات» من جراء تبادل النيران مع أطقم الدورية المصرية البحرية ـ إضافةً إلى تدمير موتور رادار المدمرة وإصابات مباشرة للجانب الأيمن للسفينة.

## تنفيذ عملية ضرب المدمرة إيلات

صورة الزورق "اسيوط" الذي شارك في إغراق المدمرة إيلات

يوم 21 أكتوبر 1967 وقد وصلت إلى مركز قيادة الجبهة بعد راحة ميدانية، فوجدت اللواء أحمد إسماعيل ومعه العميد حسن الجريدلي رئيس عمليات الجبهة (وقد كنت أنا وقتها رئيس أركان للجبهة) يتابعان تحركات المدمرة الإسرائيلية إيلات بالقرب من المياه الإقليمية لمصر في المنطقة شمال بورسعيد. استمرت المدمرة الإسرائيلية إيلات في العربدة داخل المياة الإقليمية المصرية ليلة 21 أكتوبر 1967 في تحد سافر مما تطلب من البحرية المصرية ضبطا بالغاً للنفس إلى أن صدرت توجيهات إلى قيادة القوات البحرية بتدمير المدمرة إيلات وعلى الفور جهز قائد القاعدة البحرية في بور سعيد لنشين من صواريخ (كومر) السوفيتية والجدير بالذكر أن لنش الصواريخ (كومر) السوفييتي مجهز بصاروخين سطح - سطح، من طراز (ستيكس) الذي تزن رأسه المدمرة واحد طن وكانت إجراءات الاستطلاع والتجهيز بالصواريخ قد تمت في القاعدة البحرية قبل الخروج لتدمير الهدف، وخرج لمهاجمة مدمرة العدو بغرض تدميرها وإغراقها كما أعدت بقية القطع البحرية في القاعدة كاحتياطي، بمجرد أن صدرت أوامر قائد القوات البحرية بتدمير هذه المدمرة عند دخولها المياه الإقليمية، خرج لنشاً صواريخ من قاعدة بورسعيد لتنفيذ المهمة. 
هجم اللنش الأول بإطلاق صاروخ أصاب جانب المدمرة إصابة مباشرة فأخذت تميل على جانبها، فلاحقها بالصاروخ الثاني فتم إغراق المدمرة الإسرائيلية «إيلات» على مسافة تبعد 11 ميلاً بحرياً شمال شرق بورسعيد بعد الخامسة مساء يوم 21 أكتوبر 1967 وعليها طاقمها الذي يتكون من نحو مائه فرد إضافة إلى دفعة من طلبة الكلية البحرية كانت على ظهرها في رحلة تدريبية. وقد غرقت المدمرة داخل المياه الإقليمية المصرية بحوالي ميل بحري وعاد اللنشان إلى القاعدة لتلتهب مشاعر كل قوات جبهة القناة وكل القوات المسلحة لهذا العمل الذي تم بسرعة وكفاءة.
وطلبت إسرائيل من قوات الرقابة الدولية أن تقوم الطائرات الإسرائيلية بعملية الإنقاذ للأفراد الذين هبطوا إلى الماء عند غرق المدمرة. استجابت مصر لطلب قوات الرقابة الدولية بعدم التدخل في عملية الإنقاذ التي تمت على ضوء المشاعل التي تلقيها الطائرات، ولم تنتهز مصر هذه الفرصة للقضاء على الأفراد الذين كان يتم إنقاذهم.

## نتائج العملية

نشر خبر العملية في جريدة الجمهورية

لقد كان إغراق المدمرة الإسرائيلية إيلات بواسطة 4 صواريخ بحرية سطح / سطح، هي الأولى من نوعها في تاريخ الحروب البحرية وبداية مرحلة جديدة من مراحل تطوير الأسلحة البحرية واسترتيجيات القتال البحري في العالم فقد تم في هذه العملية تدمير مدمرة حربية كبيرة بلنش صواريخ للمرة الأولى في التاريخ.
وبعد نجاح المهمة صدر قرار جمهوري بمنح كل الضباط والجنود الذين شاركوا في العملية أوسمه وأنواط وأصبح غرق المدمرة إيلات في 21 أكتوبر 1967م عيد للقوات البحرية المصرية، وأشادت الدوائر العسكرية بالشجاعة النادرة لقادة اللنشات المصرية وتم تسجيل هذه المعركة ضمن أشهر المعارك البحرية في التاريخ.
 .

## السينما
- تم تصوير تلك الملحمة البطولات في فيلم «الطريق إلى إيلات» بطوله «عزت العلايلي»، وهو فيلم مصري روائي إنتاج عام 1993، أخرجته المخرجة المصرية «إنعام محمد علي»، وقام بكتابة السيناريو والحوار «فايز غالي». الفيلم من النوع الحربي، تدور أحداث الفيلم إبان حرب الاستنزاف عام 1969 قبل حرب أكتوبر، بالتحديد في شهر يوليو، يتناول الفيلم الغارات المصرية على ميناء إيلات الإسرائيلي، وهي العمليات التي نفذتها مجموعة من الضفادع البشرية التابعة لسلاح البحرية المصري، حين هاجموا ميناء إيلات الحربى وتمكنوا من تدمير سفنتين حربيتين هما بيت شيفع وبات يم والرصيف الحربي (السفينتان كانتا تهاجمان المواقع المصرية في البحر الأحمر بعد استيلاء القوات الإسرائيلية على سيناء)، ثم عودة هؤلاء الضفادع سالمين بعد إتمام مهمتهم بنجاح، بعد استشهاد بطل واحد وهو والفيلم هو الأخير للممثل الراحل «صلاح ذو الفقار» والذي قدم في الفيلم شخصية الادميرال «فؤاد ذكري» قائد القوات البحرية المصرية. ويعتبر ذلك الفيلم الاقوى والأشهر على الإطلاق لتلك الملحمة وبطولات قوات البحرية المصرية ورجال الضفادع البشرية تمجيدا الأرواح هؤلاء الابطال وصفحة مضئية في التاريخ المصرى والعسكرية المصرية بوجه خاص. وأحد حلقات الصراع العربى الإسرائيلي في تلك الفترة مابين سنة 1967 إلى سنة 1973وانتصار أكتوبر المجيد وإنهاء تلك الحلقة من الصراع مع مصر.

- تم إعادة بناء القصة وعرضها مره أخرى في فيلم مصري بعنوان «يوم الكرامة»، قُدم في العام 2004.